# 강건우 (2001년)
강건우(2001년 1월 12일 ~ )은 대한민국 보이 그룹 K타이거즈 제로의 전 멤버로, 대한민국의 가수이자 배우이다.

## 학력
- 판교중학교 졸업

## 경력
- 2019년 : 그룹 'K타이거즈 제로' 멤버
- 2020년 7월 : 평창군 홍보대사

## 작품

### 앨범
- 2016년 : K타이거즈-영웅
- 2016년 : K타이거즈-아리랑
- 2017년 : 웹드라마 '새벽세시' OST Part 3
- 2019년 : K타이거즈 제로 EP 앨범 [희로애락]
- 2020년 : K타이거즈 제로 싱글 앨범 [愛[사랑 애]]

### 공연
- 2013년 : 쇼태권 K타이거즈 라이브쇼
- 2016년 : KTIGERS LIVE SHOW - 부산
- 2016년 : W 콘서트 [MAKE UP QUEEN]

## 광고
- 으르렁
- 썸 등의 영상과 삼성생명
- 코카콜라